# Carlo Gentina
Carlo Gentina (Invorio, 4 febbraio 1957) è un fumettista italiano.
Abile sia nello sceneggiare che nel disegnare, si specializza nei testi e si distingue per un tratto dallo stile barksiano.
Esordisce nel 1984 con Buona sfortuna Paperino!; negli anni 2000 si segnala per essere il creatore dei "Paleopaperi", gli alter ego preistorici dei paperi Disney.
Dal 2010 produce moltissime gag di una sola pagina destinate al mercato olandese.